# Marcus Walz
Marcus Cooper Walz (Oxford, 3 oktober 1994) is een Spaans kanovaarder.
Walz won tijdens de Olympische Zomerspelen 2016 de gouden medaille op de K-1 1000 meter.

## Belangrijkste resultaten

### Olympische Zomerspelen
| Editie | Plaats         | Resultaten |
| ------ | -------------- | ---------- |
| 2016   | Rio de Janeiro | K-1 1000m  |

### Wereldkampioenschappen vlakwater
| Jaar | Plaats           | Resultaten            |
| ---- | ---------------- | --------------------- |
| 2014 | Moskou           | K-1 500 m             |
| 2015 | Milaan           | K-2 500 m             |
| 2017 | Račice           | K-2 500 m · K-4 500 m |
| 2018 | Montemor-o-Velho | K-4 500 m             |
| 2019 | Szeged           | K-4 500 m             |

1936: Gregor Hradetzky ·
1948: Gert Fredriksson ·
1952: Gert Fredriksson ·
1956: Gert Fredriksson ·
1960: Erik Hansen ·
1964: Rolf Peterson ·
1968: Mihály Hesz ·
1972: Aleksandr Sjaparenko ·
1976: Rüdiger Helm ·
1980: Rüdiger Helm ·
1984: Alan Thompson ·
1988: Greg Barton ·
1992: Clint Robinson ·
1996: Knut Holmann ·
2000: Knut Holmann ·
2004: Eirik Verås Larsen ·
2008: Tim Brabants ·
2012: Eirik Verås Larsen ·
2016: Marcus Walz ·
2020: Bálint Kopasz ·
2024: Josef Dostál